# Попова, Мариана
Мариана Николова Попова (болг. Мариана Николова Попова); род. 6 июня 1978, София, Болгария — болгарская певица, представительница Болгарии на конкурсе песни Евровидение 2006, который проходил в Афинах.

## Биография
Мариана Попова родилась 6 июня 1978 года в городе София. Начала заниматься музыкой с 11 лет, а позже она также изучала современную музыку и джаз-балет. С 1989 по 1991 год занималась народным пением и танцами. Являлась студенткой на кафедре джазовое пения в Новом болгарском университете. С 1996 до 2000 года она входила в состав группы Cocomania, которая была популярна нашумевшим хитом Ти не дойде (рус. Ты не пришел). В 2001 году она выигрывает в программе Слави Show. Позже одержала победу на конкурсе местного радио, а затем пела в Piano Bar Нощни птици (рус. Ночные птицы) на теленакале БНТ.
В 2005 она выиграла первый приз на фестивале Бургас и море с песней Dream About Me (рус. Сон о себе), которую она исполнила в дуэте с Дани Милевым. Мариана Попова была одной из пяти поп-исполнителей, номинированных на премии ММ.

## Евровидение 2006
В 2006 году Мариана Попова победила на болгарском национальном отборе с песней Let Me Cry (рус. Дай мне поплакать), что дало ей возможность представить Болгарию на конкурсе песни Евровидение 2006 в Афинах. По результатам полуфинала, который прошел 18 мая, Мариана заняла 17 место и не прошла в финал конкурса.
Вместе с Марианой, в качестве бэк-вокалиста участвовал поп-фолк певец Азис. Однако он не участвовал в отборочном конкурсе Болгарии, поскольку не хотел своим участием вызывать спекуляций о том, что его известность могла подогреть интерес к песне Марианы Поповой.

## После Евровидения
Мариана приняла участие в благотворительном баскетбольном матче — Великолепная шестёрка вместе с баскетбольным тренером Тити Папазов, завоевав наибольшую поддержку зрителей в трибунах.
В 2008 году Мариана выпустила свой дебютный альбом New Religion (рус. Новая религия). Альбом включил себя 11 композиций, среди них кавер-версия песни Паши Христовой Остани (рус. Останься).
В 2009 году Мариана вновь приняла участие в болгарском национальном отборе с песней Crazy (рус. Сумасшедший), но не набрала достаточное количество голосов.
В 2011 году Мариана выпустила второй альбом Pay It Forward.
Мариана была наставницей первого сезона проекта Гласът на България (рус. Голос Болгарии), болгарской версии шоу Голос.
17 сентября 2012 Марьяна была участницей программы VIP Brother Bulgaria и выбыла 5 ноября того же года.

## Личная жизнь
28 декабря 2009 года Мариана родила дочь от итальянца Ханнеса Перфлера, которую назвали Мария Магдалена Ханнес Перфлер Попова. У Марианы есть брат — Джордж. Её отец умер, когда ей было 15 лет.

## Дискография
- 2008 — New Religion / Новая религия
- 2011 — Предай нататък / Заплати наоборот